# Estació Internacional de Canfranc
L'Estació Internacional de Canfranc es troba al lloc d'Os Aranyons, al municipi de Canfranc (província d'Osca).  Declarada Bé d'Interès Cultural, està catalogada com a monument des del 6 de març del 2002.

## Història
Inaugurada el 18 de juliol de 1928 per Alfons XIII, va viure moments d'esplendor i també foscos i novel·lescs com els del famós or alemany en temps de la II Guerra Mundial. Va caldre una gran obra d'enginyeria forestal per a construir-la, ja que les allaus de neu i els despreniments dels vessants eren constants donada la geografia tan abrupta i sobretot per la intensa desforestació a la qual es va veure sotmesa en els segles anteriors. Per corregir aquest problema es va fer el que es considera un dels millors exemples de restauració hidrològic-forestal que es coneixen. D'aquesta manera es va reeixir a fixar el terreny i restaurar la massa arbòria, la qual cosa va possibilitar la construcció del ferrocarril que comunicaria banda i banda del Pirineu.
El 27 de març del 1970, un tren de mercaderies francès va descarrilar a Bedós a l'entrada del pont de l'Estanguet i va caure a la vall abrupta de la Gave d'Aspa, un petit riu de montanya. Des de llavors el trànsit internacional ferroviari va quedar interromput. El setembre 2024, la companyia ferroviària francesa SNCF va llançar un projecte de rehabilitació de la línia.